# Selenia parvilunaria
Selenia parvilunaria là một loài bướm đêm trong họ Geometridae.